# Anua purpuritincta
Anua purpuritincta là một loài bướm đêm trong họ Erebidae.